# Micromartinia
Micromartinia is een geslacht van vlinders uit de familie van de grasmotten (Crambidae). De wetenschappelijke naam van dit geslacht is voor het eerst voorgesteld door Hans Georg Amsel in een publicatie uit 1957.

## Soorten
- M. cyrisalis (Druce, 1895)
- M. gorgonalis (Druce, 1895)
- M. mnemusalis (Walker, 1859)